# Игральная кость

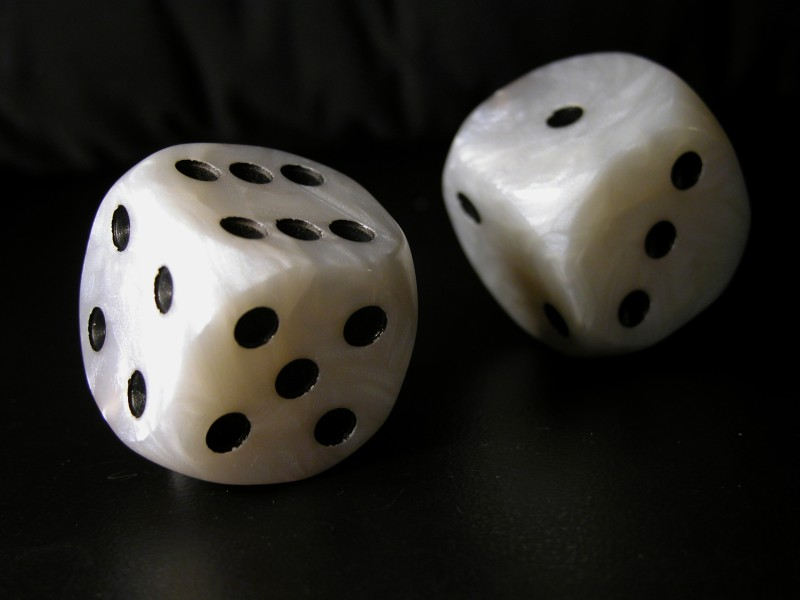
Традиционные игральные кости с закруглёнными углами (кубики, 6 сторон).

Paschier Joostens, De Alea, 1642 год.

Игра́льная кость — популярный источник случайности в настольных играх (особенно в одноимённой игре). 
В Толковом словаре живого великорусского языка Владимира Даля написано что Игральные кости, кубики с известным числом очков или с цифрами на боках; пару костей этих бросают из стопки и считают очки. У отъявленных игроков свои названия счёта на костях: голь, очка; трека, 3; чека, 4; петух, 5; комитетская. 7; с пудом, 11; полняк, 12; своя такая, то же что у противника и прочие. В Средней Азии и на Кавказе игральные кости называются за́ры (зарики); единственное число — за́рик. Обиходное название — «ку́бик». Среди ролевиков также распространён англицизм «дайс» (англ. dice). 
Игральная кость представляет собой небольшой предмет, который при падении на ровную поверхность занимает одно из нескольких возможных устойчивых положений. Традиционная игральная кость — это кубик, на каждой из шести граней которого нанесены числа от 1 до 6, которую бросают с целью демонстрации случайно определённого целого числа от одного до шести, каждое из которых является равновозможным благодаря правильной геометрической форме.
Существует огромное количество разновидностей игральных костей:
- по форме — игральные кости могут быть многогранными или неправильной формы,
- по информационному наполнению — на их грани могут быть нанесены символы вместо чисел.

Подобные различия позволяют использовать игральные кости для получения результатов, отличных от классической схемы «1-2-3-4-5-6». Также существуют игральные кости, утяжелённые с одной стороны или с другими невидимыми глазу изменениями, предназначенные для подтасовки результатов. Цель таких игральных костей — обмануть других игроков ради денежного выигрыша или просто для развлечения, например в качестве фокусов.
Игральная кость обычно выполнена в виде кубика с нанесёнными на его стороны числами от 1 до 6 (их принято располагать так, что сумма чисел на диаметрально противоположных сторонах равняется 7). Игральную кость можно рассматривать как генератор случайных чисел в целочисленном интервале [1..N] с практически одинаковой вероятностью выпадения всех чисел интервала. Такие генераторы обозначают 1dN.
Так, например, обычный кубик — это 1d6; бросание монетки — это работа генератора 1d2 и т. д.
Сокращение MdN обозначает сумму M применений 1dN.
Следует отметить, что MdN даёт целые числа в интервале [M..M*N]. Вероятность выпадения числа из этого интервала растёт по мере приближения к его середине (см. биномиальное распределение).
Так, например, используя игральную кость d4 и бросив её два раза, мы получим генератор 2d4, дающий следующие варианты:
| Количество очков | Вероятность исхода | %%    |
| ---------------- | ------------------ | ----- |
| 2                | 1⁄16               | 6,25  |
| 3                | 1⁄8                | 12,5  |
| 4                | 3⁄16               | 18,75 |
| 5                | 1⁄4                | 25    |
| 6                | 3⁄16               | 18,75 |
| 7                | 1⁄8                | 12,5  |
| 8                | 1⁄16               | 6,25  |

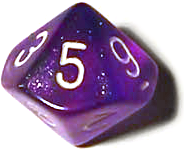
10 сторон

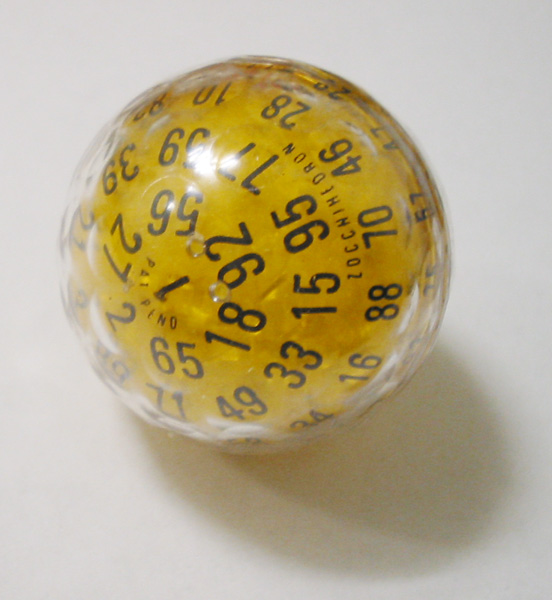
Зоккиэдр

Пример генератора, не попадающего под определение MdN: колода карт, в которую не возвращаются вытянутые карты. Она будет 1dN только для первой попытки, распределения последующих попыток будут зависеть от предыдущих результатов.

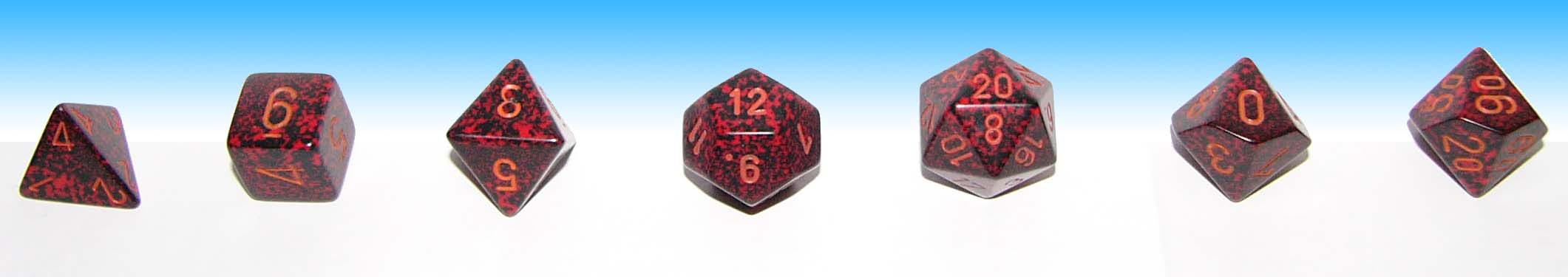
Набор костей для игр D&D.
Две последние —
«процентные кости» d100 для
единиц и десятков

В ролевых играх (например, основанных на правилах Dungeons & Dragons) используются игральные кости с 4 (тетраэдр), 6 (куб), 8 (октаэдр), 12 (додекаэдр), 20 (икосаэдр) и другим количеством граней. Лу Зокки изобрёл зоккиэдр, игральную кость со 100 гранями. Впрочем, для получения числа от 1 до 100 чаще пользуются двумя 10-гранными костями.
В среде ролевиков тип кубика часто обозначают буквой «d» (dice) или «к» (костей), после которой указывается количество сторон. Помимо привычных многим шестигранных кубиков (d6), используются четырёх- (d4), восьми- (d8), десяти- (d10), двенадцати- (d12) и двадцатигранные (d20) кости. Используется также обозначение d100, d% или «процентный кубик», представляющий собой два десятигранника, один из которых используется для определения количества десятков, а второй — единиц.

## История
Доподлинная дата появления игральной кости неизвестна. Древнейшие игральные кости возрастом около 5200 лет были найдены в Иране вместе с комплектом для игры в нарды при раскопках города Шахри-Сухте; метки на гранях костей практически не отличаются от современных.
Другие раскопки древних захоронений Индской цивилизации указывают на южноазиатское происхождение игральных костей. Игра в кости упоминается как индийская игра в Ригведе, Атхарва-веде и в списке игр Будды, в которые он не станет играть. В индийском эпосе Махабхарата Юдхиштхира с Кауравами разыгрывают в кости северное княжество Хастинапура, из-за которого начинается война.
Согласно греческой традиции, игральные кости были изобретены Паламедом, чтобы развлечь скучающих греческих солдат, ожидающих сражения под Троей.
Своим происхождением современные игральные кости обязаны старинной игре на ловкость под названием «бабки», в которую играли преимущественно женщины и дети. Игровой процесс заключался в бросании мелких косточек копытных животных, бабок, откуда и появилось название игры. Четырёхгранная форма бабок стала первой формой игральной кости в истории, а используемый материал для изготовления дал название, которое мы применяем до сих пор — «кость». Современные монголы до сих пор используют такие четырёхгранные кости «шагай» для игры и предсказаний. Для изготовления современных игральных костей помимо классических костей домашних животных используются такие материалы, как слоновая кость, дерево и различные пластики . В исторических летописях часто путают игру в кости и игру в бабки, но каждая из них прошла самостоятельный путь из древних времён и до сих пор пользуется популярностью.
Азартные игры с двумя или тремя костями были очень популярным видом развлечения в Греции, особенно в высших слоях общества. В них постоянно играли во время пиров.

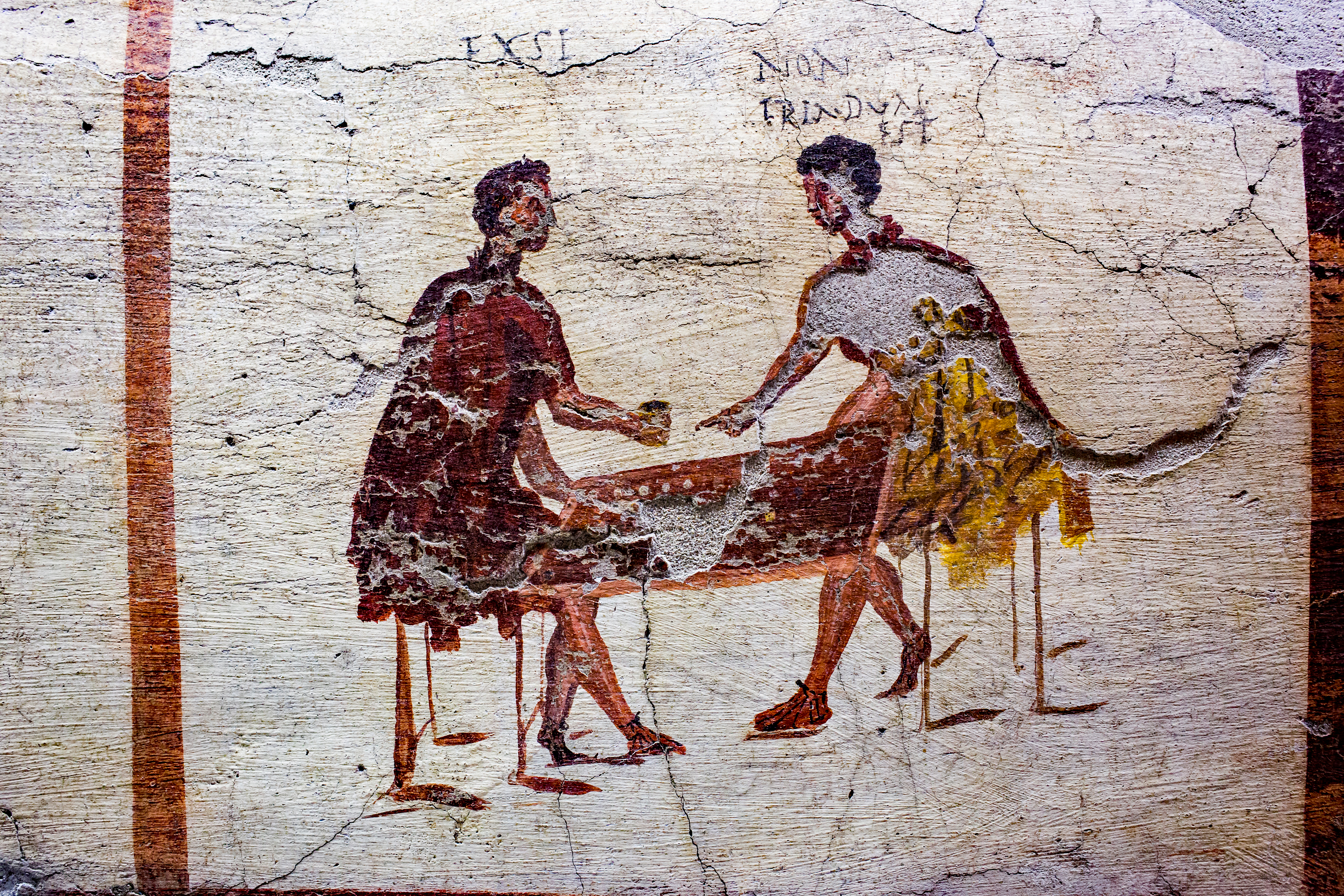
Римская настенная живопись, изображающая двух игроков в кости, Помпеи, I век н. э.

Римляне были страстными игроками, особенно в период расцвета Римской империи. Поэтому игра в кости также была широко распространена, хотя в неё было запрещено играть; запрет снимался только на время Сатурналий. Гораций высмеивал типичных молодых людей того времени, которые проводили время за игрой в кости вместо того, чтобы заниматься верховой ездой. Бросание костей на деньги стало причиной появления многих особых законов в Риме: один из них гласил, что человек, который разрешил играть в азартные игры в своём доме, не может подать иск, даже если его обманули или избили. Уже в те времена среди игроков появлялись профессиональные шулера: для того чтобы выиграть, они умышленно утяжеляли с одной стороны кости, которыми они пользовались. Сейчас некоторые из этих костей хранятся в музеях.
Игроки в кости были завсегдатаями питейных заведений: на сохранившихся фресках есть изображения ссорящихся игроков, которых хозяин выгоняет из таверны.
Двадцатигранные кости относятся ко II веку н. э.
Публий Корнелий Тацит отмечал, что германцы были страстными поклонниками игры в кости и могли при отсутствии денег делать ставки на собственную свободу.
В XI веке в Византии сложилась астрагаломантия — искусство предсказания будущего по игральным костям.
В средние века игра в кости была любимым развлечением рыцарей, существовали школы игры и гильдии игроков. После падения феодализма ландскнехты приобрели репутацию самых скандальных игроков в кости того времени; кубики украшали искусной резьбой с изображением людей и животных. Во Франции в кости играли и рыцари, и дамы, несмотря на вновь и вновь появляющиеся законы, включая запреты Св. Людовика в 1254 и 1256 годах.
Маркировка на китайском домино произошла от маркировки кубиков.

## Устройство
Стандартные игральные кости — это маленькие кубики, чаще всего 1,6 см в поперечнике, грани которых пронумерованы от одного до шести, обычно круглыми точками, которые называются очками. Традиционно противоположные стороны кубика в сумме дают семь, причём грани 1, 2 и 3 имеют общую вершину, эти грани могут располагаться по часовой стрелке или против часовой стрелки по отношению к вершине. Если грани 1, 2 и 3 идут против часовой стрелки, кубик называется правым и наоборот. Западные кубики обычно правые, а китайские кубики — левые.

Азиатские кости (сверху) и западные (снизу)

Очки на кубиках располагаются в особом порядке, как показано на рисунке. На азиатских кубиках порядок нанесения очков похож на европейский, но очки располагаются ближе к центру грани; одно очко крупнее других, а четыре очка окрашены в красный цвет. В некоторых из старинных наборов одно очко обозначалось углублением без окрашивания. Чёрная грань «один» и сочетание чёрного и белого цветов на грани «четыре» считались несчастливыми, поэтому красный, цвет удачи в китайской культуре, должен был нейтрализовать эту примету. Слово, обозначающее четыре (四 [сы]), в китайском языке созвучно слову «смерть» (死 [сы]) и считается несчастливым. Вероятно, что красные «четвёрки» имеют индийское происхождение.
Результат броска игральной кости считается случайным, так как в этом процессе присутствуют такие неопределённые факторы как движение руки бросающего и положение кости до броска. Таким образом, игральную кость можно считать прототипом генератора случайных чисел. Некоторые люди считают, что очки на гранях кубиков, выполненные в определённом стиле, вызывают небольшое смещение, но исследований для подтверждения данной идеи не проводилось (кстати, такое может быть справедливо для азиатских кубиков с увеличенным изображением одного очка). Кубики для казино выпускаются с залитой маркировкой, что служит подтверждением равномерного распределения случайных чисел. Принято считать что единица- выигрышная позиция при случайном броске.
Углы у некоторых кубиков закругляют не случайно: кубик получает слегка шарообразную форму, скольжение о поверхность стола увеличивается, он катится почти как шар и распределение вероятностей выпадения тех или иных чисел становится равномерным: влияние начального положения кубика и характера движения при броске становится пренебрежимо малым.
Игральные кости бросают по одному или группами, из руки или из предназначенного для этого устройства на ровную поверхность. На грани кубика, которая окажется верхней после его остановки, видно значение броска. Типичной игрой в кубики сегодня является крэпс, в которой бросают одновременно два кубика и делают ставки на сумму очков двух кубиков. Кубики часто используют для определения количества ходов на доске: например, подобным методом определения пройденного расстояния фишки игрока по игровому полю пользуются в популярных настольных играх «Лудо», «Монополия».
Для настольных игр можно применять результаты броска игральной кости, сгенерированные на компьютере. Значения обычно определяются с помощью генератора псевдослучайных чисел, а затем отображаются на экране в виде какой-либо грани игральной кости. Возможен и вариант наоборот, когда броски игральных костей обеспечивают генерацию случайных чисел для компьютеров.